# Gewestelijke Overheidsdienst Brussel

Vlag van het Brussels Hoofdstedelijk Gewest

De Gewestelijke Overheidsdienst Brussel of GOB (Frans: Service public régional de Bruxelles of SPRB) is de administratie van het Brussels Hoofdstedelijk Gewest. Ze voert het beleid uit van de Brusselse Hoofdstedelijke Regering.
De dienst werd opgericht als "Ministerie van het Brussels Hoofdstedelijk Gewest", naar analogie met de ministeries van de andere gewesten en gemeenschappen. De naam werd rond 2013, in navolging van de federale overheidsdiensten en de Service public de Wallonie, gewijzigd naar de huidige naam. Sinds 2 juli 2015 is het de officiële maatschappelijke naam.
De diensten van de Brusselse Hoofdstedelijke Regering bestaan uit:
1. Brussel Stedenbouw & Erfgoed;
2. de Gewestelijke Overheidsdienst Brussel Fiscaliteit;
3. de Gewestelijke Overheidsdienst Brussel Openbaar Ambt;
4. de Gewestelijke Overheidsdienst Brussel. Deze bestaat uit de volgende zes besturen:

- Brussel Gewestelijke Coördinatie (vroeger het secretariaat-generaal)
- Brussel Plaatselijke Besturen (de 19 gemeenten, 19 OCMW's, de zes politiezones, de intercommunales, ...)
- Brussel Financiën en Begroting
- Brussel Mobiliteit
- Brussel Economie en Werkgelegenheid
- Brussel Huisvesting

Anno 2015 werkten er in totaal 1.858 personeelsleden. Ongeveer de helft van hen woont in Brussel; de andere helft buiten Brussel, voornamelijk in Vlaams-Brabant.
De gewestelijke overheidsdienst wordt geleid door een directieraad, die taalparitair is samengesteld en bestaat uit acht leidende ambtenaren: een secretaris-generaal, adjunct-secretaris-generaal, en een directeur-generaal voor elk van de zes specifieke besturen.
Naast de overheidsdienst zijn er een aantal gewestelijke instellingen, zoals Net Brussel, de MIVB, Actiris en Leefmilieu Brussel.

Vanaf het najaar van 2020 zijn het merendeel van de ambtenaren van de GOB gevestigd in de Iris Tower.